# Алиев, Шигабудин Алиевич
Шигабудин Алиевич Алиев (род. 12 мая 1993, Кизилюрт, Дагестан, Россия) — российский боксёр-профессионал, выступающий в первой тяжёлой, в бриджервейте, и в тяжёлой весовых категориях.
Мастер спорта России в любителях.
Лучшая позиция по рейтингу BoxRec — 58-я (июль 2020) и является 6-м среди российских боксёров тяжёлой весовой категории — входя в ТОП-60 лучших тяжеловесов всего мира, а в рейтингах основных международных боксёрских организаций занимает 6-ю строчку в рейтинге WBC — входя в ТОП-10 лучших боксёров бриджервейта всего мира.

## Биография
Шигабудин Алиев родился 12 мая 1993 года в городе Кизилюрт, в Дагестане. Аварец по национальности.

## Любительская карьера
Дагестанский боксёр Шигабудин Алиев является воспитанником школы бокса селения Гельбах Кизилюртовского района, где он тренируется под руководством старшего тренера Нурулы Абдулкагировича Дадаева. Параллельно представлял Самарскую область (СШОР города Жигулёвска), и ранее — Татарстан.
В марте 2018 года провёл один бой в полупрофессиональной лиге World Series of Boxing, который он формально выиграл скандальным решением судей. В этом бою он весь выложился в 1-м раунде стремясь нокаутировать соперника, а дальше в оставшиеся 4-ре раунда из-за отсутствия энергии не мог показывать хоть сколько-нибудь конкурентный бой.
В ноябре 2019 года принял участие в чемпионате России в Самаре, где он в 1/8 финала по очкам уступил Сергею Егорову.

## Профессиональная карьера
30 мая 2018 года состоялся его профессиональный дебют в рамках тяжёлого веса (свыше 90,72 кг), когда он досрочно техническим нокаутом во 2-м раунде победил белорусского джорнимена Олега Заблоцкого (0-5).
22 июля 2019 года на Красной площади в Москве, в 10-раундовом бою победил единогласным решением судей (счёт: 100-90, 99-91, 97-93) опытного американского спойлера Кевина Джонсона (34-13-1).
3 июля 2020 года в Москве, победил в стиле «Канело» глухим нокаутом в 6-м ранде опытного соотечественника Артуша Саркисяна (6-7) выступающего в рамках 1-го тяжёлого веса (до 90,72 кг).

### Полупрофессиональный турнир «Кубок Матч! Боец»
В январе 2021 года, на Красной Поляне вблизи города Сочи участвовал в новогоднем полупрофессиональном турнире по боксу «Лига Ставок. Кубок Матч! Боец» — соревновании с призовым фондом в 10 миллионов рублей. Где четыре команды разных боксёров — как любителей которые готовятся к профессиональному боксу так и начинающих профессионалов в прямом эфире телеканала «Матч ТВ» в течение семи дней выясняли, кто из них лучше готов к 2021 году. Алиев входил в команду Султана Ибрагимова — которая заняла 2-е место на турнире, но сам Алиев в этом турнире по очкам проиграл Георгию Юновидову входившему в победившую команду Мурата Гассиева и также в конкурентном бою по очкам (счёт 37:39) проиграл 19-летнему Дамилу Шарафутдинову входившему в команду Дмитрия Бивола.
30 октября 2021 года в станице Пластуновская (Краснодарский край), раздельным решением судей (счёт: 96-94, 95-95, 95-97) завершил 10-раундовый поединок вничью с опытным соотечественником Русланом Файфером (27-3) в рамках веса бриджервейт (до 101,6 кг).

## Статистика профессиональных боёв
В таблице перечислены результаты всех поединков боксёров.
В каждой строке указан результат поединка. Дополнительно номер поединка обозначен цветом, который обозначает итог поединка. Расшифровка обозначений и цветов представлена в нижеследующей таблице.
| Пример | Расшифровка                     |
| ------ | ------------------------------- |
|        | Победа                          |
|        | Ничья                           |
|        | Поражение                       |
|        | Планируемый поединок            |
|        | Поединок признан несостоявшимся |
| КО     | Нокаут                          |
| ТКО    | Технический нокаут              |
| PTS    | Решение судей (по очкам)        |
| UD     | Единогласное решение судей      |
| MD     | Решение большинства судей       |
| SD     | Раздельное решение судей        |
| RTD    | Отказ от продолжения боя        |
| DQ     | Дисквалификация                 |
| NC     | Поединок признан несостоявшимся |

| 12 поединков, 11 побед (8 нокаутом), 1 ничья. | 12 поединков, 11 побед (8 нокаутом), 1 ничья. | 12 поединков, 11 побед (8 нокаутом), 1 ничья. | 12 поединков, 11 побед (8 нокаутом), 1 ничья. | 12 поединков, 11 побед (8 нокаутом), 1 ничья.                           | 12 поединков, 11 побед (8 нокаутом), 1 ничья. | 12 поединков, 11 побед (8 нокаутом), 1 ничья. | 12 поединков, 11 побед (8 нокаутом), 1 ничья. |
| Бой                                           | Рекорд                                        | Дата боя                                      | Соперник                                      | Место проведения боя                                                    | Раундов, время                                | Дополнительно                                 |                                               |
| --------------------------------------------- | --------------------------------------------- | --------------------------------------------- | --------------------------------------------- | ----------------------------------------------------------------------- | --------------------------------------------- | --------------------------------------------- | --------------------------------------------- |
| 12                                            | 11-0-1                                        | 31 августа 2023                               | Александр Зубков (8-7)                        | Москва, Россия                                                          | TKO 2 (6), 2:40                               |                                               |                                               |
| 11                                            | 10-0-1                                        | 31 марта 2022                                 | Руслан Файфер (2) (27-3-1)                    | Баскет-холл, Краснодар, Краснодарский край, Россия                      | TKO 6 (10), 2:18                              |                                               |                                               |
| 10                                            | 9-0-1                                         | 30 октября 2021                               | Руслан Файфер (27-3)                          | Парк-отель «Усадьба Фамилия», Пластуновская, Краснодарский край, Россия | SD 10 (10)                                    | Счёт: 96-94, 95-95, 95-97.                    |                                               |
| 9                                             | 9-0                                           | 3 июля 2020                                   | Артуш Саркисян (6-7)                          | УСК «Крылья Советов», Москва, Россия                                    | KO 6 (8), 1:01                                |                                               |                                               |
| 8                                             | 8-0                                           | 22 июля 2019                                  | Кевин Джонсон (34-13-1)                       | Красная площадь, Москва, Россия                                         | UD 10 (10)                                    | Счёт: 100-90, 99-91, 97-93.                   |                                               |
| 7                                             | 7-0                                           | 23 марта 2019                                 | Луис Паскуаль (15-3)                          | ДС «Надежда», Серпухов, Московская область, Россия                      | KO 1 (8), 1:29                                |                                               |                                               |
| 6                                             | 6-0                                           | 21 декабря 2018                               | Гайбулло Кучкаров (1-0)                       | Спортзал «Звездный», Астрахань, Астраханская область, Россия            | TKO 4 (6), 2:02                               |                                               |                                               |
| 5                                             | 5-0                                           | 9 декабря 2018                                | Павел Дорошилов (3-0)                         | ДС «Лужники», Москва, Россия                                            | MD 6 (6)                                      | Счёт судей: 59-55, 58-56, 57-57.              |                                               |
| 4                                             | 4-0                                           | 31 августа 2018                               | Торнике Пуричамиашвили (9-9)                  | Москва, Россия                                                          | UD 4 (4)                                      | Счёт судей: 40-36 (трижды).                   |                                               |
| 3                                             | 3-0                                           | 21 июля 2018                                  | Ираклий Гвенетадзе (8-8)                      | СК «Олимпийский», Москва, Россия                                        | TKO 2 (4), 2:23                               |                                               |                                               |
| 2                                             | 2-0                                           | 12 июня 2018                                  | Аваз Рустамов (2-7)                           | Дворец спорта им. Али Алиева, Каспийск, Дагестан, Россия                | TKO 2 (4), 2:05                               |                                               |                                               |
| 1                                             | 1-0                                           | 30 мая 2018                                   | Олег Заблоцкий (0-5)                          | Зимний стадион, Санкт-Петербург, Россия                                 | TKO 2 (4), 2:15                               |                                               |                                               |